# Модулна аритметика
Мòдулна аритмèтика e система от алгебрични операции, дефинирани за остатъци при деление на фиксирано цяло положително число; система от аритметиката за цели числа, където числата циклично се „закръглят“ при достигане на определена стойност – модула.
Аритметичните операции с остатъци от числа по модул на фиксирана форма образуват модулната аритметика (аритметика по модул, модуларна аритметика, или часовникова аритметика), която се използва широко в математиката, информатиката и криптографията.
Сравняването на две цели числа по модула на естественото число {\displaystyle m} е математическа операция, чрез която се проверява дали две избрани цели числа дават еднакъв остатък, когато се разделят на {\displaystyle m}. Всяко цяло число, когато е разделено на {\displaystyle m}, дава един от {\displaystyle m} възможни остатъци: число от 0 до {\displaystyle m-1}; това означава, че всички цели числа могат да бъдат разделени на {\displaystyle m} групи, всяка от които отговаря на определен остатък, когато е разделена на {\displaystyle m}. Тези групи се наричат класове остатъци по модул {\displaystyle m}, а целите числа, съдържащи се в тях, се наричат остатъци по модул {\displaystyle m}.
Съвременният подход към модулната аритметика е разработен от Карл Фридрих Гаус в книгата му Disquisitiones Arithmeticae, публикувана през 1801 г.
Познато използване на модулната аритметика е в 
12-часовия часовник, при който денят е разделен на два 12-часови периода. Ако часът е 7:00 сега, тогава 8 часа по-късно ще бъде 3:00. Простото събиране би довело до 7 + 8 = 15, но 15:00 се чете като 3:00 на циферблата на часовника, защото часовниците се „закръглят“ на всеки 12 часа и числото на часа започва от нула, когато достигне 12. Казва се, че 15 съответства на 3 по модул 12, записано като 15 ≡ 3 (mod 12), така че 7 + 8 ≡ 3 (mod 12). По същия начин 8:00 представлява период от 8 часа и два пъти това ще даде 16:00, което се чете като 4:00 на циферблата на часовника, изписано като 2 × 8 ≡ 4 (mod 12).

## История
Предпоставката за създаването на теорията на сравненията е възстановяването на трудовете на Диофант, които са публикувани в оригинал и с латински превод, благодарение на Клод Гаспар Баше де Мезириак, през 1621 г. Тяхното изследване e довело Пиер дьо Ферма до открития, които значително изпреварват времето си. Например, в писмо до Бернар де Бесси  от 18 октомври 1640 г. той докладва без доказателство теорема, която по-късно става известна с името Малка теорема на Ферма. В съвременната си формулировка теоремата гласи, че ако {\displaystyle p} е просто число и {\displaystyle a} е цяло число, което не се дели на {\displaystyle p}, тогава
{\displaystyle a^{p-1}\equiv 1{\pmod {p}}} .
Първото доказателство на тази теорема принадлежи на Лайбниц и той открива тази теорема независимо от Фермà не по-късно от 1683 г. и съобщава това с точното доказателство на Бернули. Освен това Лайбниц предлага прототипна формулировка на теоремата на Уилсън.
По-късно изследването на въпроси, свързани с теорията на числата и теорията на сравненията, е продължено от Ойлер, който въвежда квадратичния закон за взаимността и обобщава теоремата на Ферма, установявайки, че
{\displaystyle a^{\varphi (n)}\equiv 1{\pmod {n}},}
където {\displaystyle \varphi (n)} е функцията на Ойлер.
Понятието и символното обозначение на сравненията са въведени от Гаус като важен инструмент за обосноваване на неговата аритметична теория, работата по която той започва през 1797 г. В началото на този период Гаус все още не е запознат с трудовете на своите предшественици, така че резултатите от работата му, изложени в първите три глави на книгата му „Аритметични изследвания“ (1801 г.), по същество вече са били известни, но методите, които той използва за доказателствата, се оказват абсолютно нови и от най-голямо значение за развитието на теорията на числата. Използвайки тези методи, Гаус трансформира цялата натрупана преди него информация, свързана с операциите за сравняване по модул, в последователна теория, която за първи път е представена в същата книга. В допълнение, той изучава сравненията на първа и втора степен, теорията на квадратичните остатъци и свързания с нея квадратичен закон за взаимността. 

## Съвпадане по модул
Ако две цели числа {\displaystyle a} и {\displaystyle b} при деление на цяло число {\displaystyle m>1} дават еднакви остатъци, те се наричат съвпадащи (или равноостатъчи) по модул на числото {\displaystyle m} . Съвпадането по модул се нарича още сходство по модул или конгруенция по модул и се означава
{\displaystyle a\equiv b{\pmod {m}}}.
Скобите означават, че {\displaystyle {\pmod {m}}} се отнася за цялото уравнение, а не само за дясната му страна {\displaystyle b}. Това означение не трябва да се бърка с означението  „{\displaystyle b\mod m}“ без скоби, което се отнася до модулната операция: остатъкът от {\displaystyle b}, когато е разделено на {\displaystyle m}, т.е. {\displaystyle b\mod m} обозначава уникалното цяло число {\displaystyle r}, така че 0 ≤ r < m и {\displaystyle r\equiv b{\pmod {m}}}.
Числата {\displaystyle a} и {\displaystyle b} са сходни по модул {\displaystyle m}, ако тяхната разлика е цяло число {\displaystyle k} пъти {\displaystyle m}
{\displaystyle a-b=km}, т. е. се дели на цялото число {\displaystyle m>1} без остатък.
Двете определения за съвпадане (сходство) по модул са идентични, което се доказва по следния начин. Отношението на сходство от втората дефиниция може да бъде записано като
{\displaystyle a=km+b},
изрично показвайки връзката му с делението с остатък. Въпреки това тук не е необходимо {\displaystyle b} да е остатъкът при деленето на {\displaystyle a} на {\displaystyle m}. По-скоро {\displaystyle a\equiv b{\pmod {m}}} от първото определение твърди, че {\displaystyle a} и {\displaystyle b} имат еднакъв остатък, когато са разделени на {\displaystyle m}:
{\displaystyle a=pm+r},
{\displaystyle b=qm+r},
където 0 ≤ r < m е общият остатък. Като се извадят тези два израза и се зададе {\displaystyle k=p-q}, се получава формулировката във второто определение: {\displaystyle a-b=km}.
Примери:

По модул 12 може да се твърди, че
{\displaystyle 31\equiv 7{\pmod {12}}}
защото разликата 38 − 14 = 24 = 2 × 12 е кратна на 12. Еквивалентно, 38 и 14 имат един и същ остатък 2, когато се разделят на 12.
Определението за съвпадане по модул се прилага и за отрицателни стойности. Например:
{\displaystyle {\begin{aligned}4&\equiv -2{\pmod {6}}\\-8&\equiv 7{\pmod {5}}\\-3&\equiv -17{\pmod {7}}.\end{aligned}}}

## Свойства на съвпадането по модул

### Основни свойства
За фиксирано естествено число {\displaystyle m} съвпадането по модул {\displaystyle m} има следните основни свойства:
- рефлексивност: за всяко цяло число {\displaystyle a} е вярно {\displaystyle a\equiv a{\pmod {m}}};
- симетричност: ако {\displaystyle a\equiv b{\pmod {m}}}, тогава {\displaystyle b\equiv a{\pmod {m}}};
- транзитивност: ако {\displaystyle a\equiv b{\pmod {m}}} и {\displaystyle b\equiv c{\pmod {m}}}, тогава {\displaystyle a\equiv c{\pmod {m}}}.

По този начин отношение на съвпадане по модул {\displaystyle m} е отношение на еквивалентност в множеството от цели числа. 

### Разширени свойства
Ако a1 ≡ b1 (mod m), a2 ≡ b2 (mod m), ... , an ≡ bn (mod m), или ако a ≡ b (mod m), тогава: 
- a + k ≡ b + k (mod m) за всяко цяло число k (съвпадане на числа при увеличаване с еднаква сума)
- a − k ≡ b − k (mod m) за всяко цяло число k (съвпадане на числа при намаляване с еднаква разлика)
- k a ≡ k b (mod m) за всяко цяло число k (съвпадане на умножени числа)
- k a ≡ k b (mod km) за всяко цяло число k (съвпадане на умножени числа по умножен модул)
- a1 + a2 + ... + an≡ b1 + b2 + ... + bn (mod m) (съвпадане при добавяне)
- a1 − a2 − ... − an≡ b1 − b2 − ... − bn(mod m) (съвпадане при изваждане)
- a1 a2 ≡ b1 b2 (mod m) (съвпадане на произведения от числа)
- ak ≡ bk (mod m) за всяко неотрицателно цяло число k (съвпадане при степенуване)
- p(a) ≡ p(b) (mod m), за всеки полином p(x) с цели коефициенти (съвпадане на оценени полиноми)

Ако a ≡ b + k (mod m) за всяко цяло число k, тогава a − k ≡ b (mod m) (съвпадане на числа чрез увеличаване на едното или намаляване на другото с едно и също число)
Към всяка част от съвпадането може да се добави цяло число, кратно на модула, т. е., ако числата {\displaystyle a} и {\displaystyle b} съвпадат по модул на някакво число {\displaystyle m}, то и {\displaystyle a+t_{1}} съвпада с {\displaystyle b+t_{2}} по модул {\displaystyle m}, където {\displaystyle t_{1}} и {\displaystyle t_{2}} са произволни цели числа, кратни на {\displaystyle m}:
{\displaystyle (a+t_{1})\equiv (b+t_{2}){\pmod {m}}}.
Ако a ≡ b (mod m), тогава обикновено е невярно, че ka ≡ kb (mod m). Вярно е обаче следното:
- Ако c ≡ d (mod φ(m)), където φ е функция на Ойлер, тогава ac ≡ ad (mod m) — при условие че a и m са взаимно прости числа.

Съвпаденията обаче не могат, най-общо казано, да бъдат разделени едно на друго или на други числа. Пример: {\displaystyle 14\equiv 20{\pmod {6}}}, но като се намалят 2 пъти, се получава погрешно съвпадение: {\displaystyle 7\equiv 10{\pmod {6}}}. За съкращения на съвпадения има следните правила:
- Ако a + k ≡ b + k (mod m), къдeто k е цяло число, тогава a ≡ b (mod m).
- Ако ka ≡ kb (mod m) и k е взаимнопросто с m /НОД{\displaystyle {(k,m)=1}}/, тогава a ≡ b (mod m). Ако числото k не е взаимнопросто с модула, какъвто беше случаят в примера по-горе, тогава съвпадащите числа ka и kb не могат да бъдат намалени k пъти.
- Ако ka ≡ kb (mod km) и k ≠ 0, тогава a ≡ b (mod m).

Последното правило може да се използва за връзка между модулна аритметика и деление. Ако b е делител на a, тогава (a/b) mod m = (a mod bm) / b.
Обратното по модул число се определя от следните правила:
- Съществуване: Съществува означеното цяло число a−1 такова, че aa−1 ≡ 1 (mod m), ако и само ако a и m са взаимнопрости числа. Това цяло число a−1 се нарича обратно по модул число на a по модул m.
- Ако a ≡ b (mod m) и a−1 съществуват, тогава a−1 ≡ b−1 (mod m) (съвпадане с обратно по модул число, и, ако a = b, уникалност по модул m).
- Ако ax ≡ b (mod m) и a е взаимно просто с m, тогава решението на това линейно съответствие се дава от x ≡ a−1b (mod m).

Обратното по модул число x ≡ a−1 (mod m)  може да бъде ефективно изчислено чрез решаване на уравнението на Безу ax + my = 1 for x, y – използвайки разширения Eвклидов алгоритъм.
По-специално, ако p е просто число, тогава a е взаимнопросто с p за всяко a, така че 0 < a < p; следователно Обратното по модул число съществува за всички a, които не съвпадат с нула по модул p.

### Твърдения
Освен горните свойства, за съвпадането по модул са валидни следните твърдения:
- всеки две цели числа съвпадат по модул 1;
- ако числата {\displaystyle a} и {\displaystyle b} съвпадат по модул {\displaystyle m}, а числото {\displaystyle d} е делител на {\displaystyle m}, тогава {\displaystyle a} и {\displaystyle b} съвпадат по модул {\displaystyle d}.

- Ако числата {\displaystyle a} и {\displaystyle b} съвпадат по {\displaystyle k} модула {\displaystyle {m_{1},m_{2},...,m_{k}},} то те съвпадат по модул, равен на най-малкото общо кратно на модулите {\displaystyle {m_{1},m_{2},...,m_{k}}}.

Следствие:
За да съвпадат числата {\displaystyle a} и {\displaystyle b} по модул {\displaystyle m}, на който каноническото разложение на прости съмножители има вида
{\displaystyle m=\prod _{i=1}^{d}p_{i}^{\alpha _{i}}},
необходимо и достатъчно е условието
{\displaystyle a\equiv b{\pmod {p_{i}^{\alpha _{i}}}},} където {\displaystyle i=1,2,\ldots ,d}. 

### Усъвършенствани свойства
Някои от по-усъвършенстваните свойства на съвпаданията по модул са следните:
- Малка теорема на Ферма: Ако p е просто число и не дели a, тогава {\displaystyle a^{p-1}\equiv 1{\pmod {p}}}.
- Теорема на Ойлер: Ако a и n са взаимно прости, тогава {\displaystyle a^{\varphi (n)}\equiv 1{\pmod {n}}}, където φ е функцията на Ойлер.
- Просто следствие от малката теорема на Ферма е, че ако p е просто число, тогава a−1 ≡ ap−2 (mod p) е обратното по модул число на 0 < a < p. По-общо, от теоремата на Ойлер, ако a и n са взаимно прости, тогава a−1 ≡ aφ(n)−1 (mod n).
- Друго просто следствие е, че ако a ≡ b (mod φ(n)), където φ е функцията на Ойлер, тогава ka ≡ kb (mod n), при условие че k е взаимнопросто с n.
- Теорема на Уилсън: p е просто тогава и само ако (p − 1)! ≡ −1 (mod p).
- Китайска теорема за остатъците: За всяко a, b и взаимнопрости m, n съществува уникален x (mod mn), такъв че x ≡ a (mod m) и x ≡ b (mod n). Всъщност x ≡ b mn−1 m + a nm−1 n (mod mn), където mn−1 е обратното на m по модул n и nm−1 е обратното на n по модул m.
- Теорема на Лагранж: Съвпадането f (x) ≡ 0 (mod p), където p е просто число и f (x) = a0 xn + ... + an е полином с цели коефициенти, така че a0 ≠ 0 (mod p), има най-много n корена.
- Примитивен корен по модул n: Число g е примитивен корен по модул n, ако за всяко цяло число a, взаимнопросто с n, съществува цяло число k, такова че gk ≡ a (mod n). Примитивен корен по модул n съществува тогава и само ако n е равно на 2, 4, pk или  2pk, където p е нечетно просто число и k е положително цяло число. Ако съществува примитивен корен по модул n, тогава има точно φ(φ(n)) такива примитивни корени, където φ е функцията на Ойлер.
- Квадратичен остатък: Цялото число a е квадратичен остатък по модул n, ако съществува цяло число x, такова че x2 ≡ a (mod n). Критерият на Ойлер твърди, че ако p е нечетно просто число и a не е кратно на p, тогава a е квадратичен остатък по модул p тогава и само ако
a(p−1)/2 ≡ 1 (mod p).

## Свързани определения

### Класове остатъци
Множеството от всички числа, съвпадащи с {\displaystyle a} по модул {\displaystyle m}, т. е. {\displaystyle a+km}, където {\displaystyle k} е всяко цяло число, се нарича остатъчен клас или клас на остатъците на {\displaystyle a} по модул {\displaystyle m} и обикновено се обозначава {\displaystyle [a]_{m}} или {\displaystyle {\bar {a}}_{m}}. По този начин сходството {\displaystyle a\equiv b{\pmod {m}}} е еквивалентно на равенството на остатъчните класове {\displaystyle [a]_{m}=[b]_{m}} и това обяснява защо "=" често се използва вместо "≡" в този контекст. 
Всеки остатъчен клас по модул {\displaystyle m} съдържа точно едно цяло число в диапазона 0, ..., m − 1. По този начин тези {\displaystyle m} цели числа са представители на техните съответни остатъчни класове. Обикновено е по-лесно да се работи с отделни цели числа, отколкото с множества от цели числа; най-често разглежданите представители, а не техните остатъчни класове. Всяко число от класа на остатъците се нарича остатък по модул {\displaystyle m}: по-точно, уникалното цяло число {\displaystyle k}, такова че 0 ≤ k < m и k ≡ a (mod m), се нарича остатък на {\displaystyle a} по модул {\displaystyle m}.
Нека за определеност {\displaystyle r} е остатъкът от деленето на който и да е от представителите на избрания клас на {\displaystyle m}, тогава всяко число {\displaystyle q} от този клас остатъци може да бъде представено като {\displaystyle q=mt+r}, където {\displaystyle t} е цяло число. Остатъкът, равен на остатъка {\displaystyle r} ({\displaystyle q=r} при {\displaystyle t=0}) се нарича най-малък неотрицателен остатък, а остатъкът {\displaystyle \rho } ({\displaystyle q=\rho }), най-малкият по абсолютна стойност, се нарича абсолютно най-малък остатък. За {\displaystyle r<{\frac {m}{2}}} се получава {\displaystyle \rho =r}, в противен случай {\displaystyle \rho =r-m}. 
Ако {\displaystyle m} е четно и {\displaystyle r={\frac {m}{2}}}, тогава {\displaystyle \rho =-{\frac {m}{2}}}. 
Тъй като съвпадането по модул {\displaystyle m} е отношение на еквивалентност на множеството от цели числа {\displaystyle \mathbb {Z} }, тогава класовете остатъци по модул {\displaystyle m} са класове на еквивалентност и техният брой е равен на {\displaystyle m}. Класът на еквивалентност по модул {\displaystyle m} на цялото число {\displaystyle a} е множеството от всички цели числа от формàта {\displaystyle a+km}, където {\displaystyle k} е всяко цяло число. 
Множеството от всички класове остатъци по модул {\displaystyle m} се означава със {\displaystyle \mathbb {Z} _{m}} или {\displaystyle \mathbb {Z} /m\mathbb {Z} }  или {\displaystyle \mathbb {Z} /(m)}. 
Операциите събиране и умножение на {\displaystyle \mathbb {Z} } индуцират съответните операции върху множеството {\displaystyle \mathbb {Z} _{m}}:
{\displaystyle [a]_{m}+[b]_{m}=[a+b]_{m}};
{\displaystyle [a]_{m}\cdot [b]_{m}=[a\cdot b]_{m}}.
По отношение на тези операции множеството {\displaystyle \mathbb {Z} _{m}} е краен пръстен, а за простото число {\displaystyle m} е крайно поле. 

## Задачи
1. Да се докаже, че 5 и 26 май са в един и същи ден от седмицата.

Доказателство: За да са двете числа от месеца в един ден от седмицата, трябва да съвпадат по модул 7 и така да се различават с цял брой седмици, т. е. разликата между тях да се дели на 7 без остатък:
(26 – 5):7 = 21:7 = 3.
2. Ако 9 май е четвъртък, какъв ден от седмицата е 26 май?

Решение: Сравняват се двете числа по модул 7:

9 = 1 х 7 + 2 ; 26 = 3 х 7 + 5. Вторият остатък е по-голям от първия с 3. Следователно като ден от седмицата 26 май е 3 дни след четвъртък – в неделя.
3. Колко градуса реално е разликата между ъглите 415° и 756°?

Решение: Ъглите се изменят периодично и стойностите им се повтарят през 360°. Двата ъгъла се сравняват по модул 360:

415° = 1.360° + 55°  и  415° ≡ 55° (mod 360);

756° = 2.360° + 36°  и  756° ≡ 36° (mod 360);

Разликата между ъглите реално е 55° – 36° = 19°.
4. Да се изчисли без калкулатор разликата tg 405° – cos 420°.

Решение: Тригонометричните функции са периодични и се редуцират до стандартни стойности за ъгли 0°, 30°, 45°, 60°, 90°, 180° или 270° чрез сходство по модул, което в случая достига до равенство.

Функцията тангенс е периодична с период 180° и се трансформира по модул 180:

tg 405° = tg (2.180° + 45°) = tg 45° = 1 ;

Функцията косинус е периодична с период 360° и се трансформира по модул 360:

cos 420° = cos (1.360° + 60°) = cos 60° = sin 30° = 1/2 ;

tg 405° – cos 420° = 1 – 1/2 = 1/2.
5. Използването на сходства по модул улеснява получаването на различни признаци за делимост. Задача: Да се изведе признак, че естественото число {\displaystyle N} се дели на 7. Записва се {\displaystyle N} във формата {\displaystyle 10a+b} (т.е. отделя се цифрата на единиците {\displaystyle b}). Условието, че {\displaystyle N} се дели на 7, може да бъде записано като: {\displaystyle 10a+b\equiv 0{\pmod {7}}}. Умножава се това сходство по {\displaystyle -2}:
{\displaystyle -20a-2b\equiv 0{\pmod {7}}}.
Прибавя се вляво числото {\displaystyle 21a}, кратно на модула:
{\displaystyle a-2b\equiv 0{\pmod {7}}}.
От тук следва следния признак за делимост на 7: трябва да се извади два пъти броя на единиците от броя на десетиците, след което се повтаря тази операция, докато се получи двуцифрено или едноцифрено число; ако то се дели на 7, тогава и даденото число се дели. Например нека {\displaystyle N=22624}. Алгоритъм за проверка: 
{\displaystyle N_{1}=2262-2\cdot 4=2254;\ N_{2}=225-2\cdot 4=217;N_{3}=21-2\cdot 7=7}
Извод: 22624 се дели на 7.